# فسیل‌ورکس

تصویری از سایت فسیل ورکس

فسیل‌ورکس سایتی است که سؤال و جواب، دانلود و تجزیه و تحلیل ابزار را برای دسترسی آسان به پایگاه‌داده زیست‌فسیل‌شناسی -پایگاه‌داده ارتباطی بزرگی که توسط صدها نفر از دیرینه‌شناسان سراسر جهان جمع‌آوری شده است- فراهم می‌کند.

## تاریخچه
فسیل‌ورکس در سال ۲۰۱۳ توسط جان آلروی و در دانشگاه مک‌کوری ایجاد شد؛ و شامل ابزار تجزیه و تحلیل و بصری زیادی است که پیش از آن در پایگاه‌داده زیست‌فسیل‌شناسی قرار داشتند.